# Инь Тешэн
Инь Тешэн (кит. трад. 殷鐵生, упр. 殷铁生, пиньинь Yīn Tiěshēng; род. 16 августа 1956, Цзинань, провинция Шаньдун, КНР) — китайский футболист и футбольный тренер.

## Карьера игрока
В качестве игрока Инь начал карьеру в молодёжной команде провинции Шаньдун в 1974 году. Кроме того, игрок был приглашён в молодёжную сборную Китая до 20 лет. После выступлений за молодёжную сборную, попал в первую команду провинции Шаньдун и выступал в высшем дивизионе Китая. В 1979 года команда Шаньдуна была приглашена для участия в Спартакиаде народов КНР, где завоевала золотую медаль. Несмотря на то, что клуб не завоевывал высоких наград, игрок провёл всю карьеру в Шаньдуне, в котором и закончил игровую карьеру в 1988 году из-за гепатита.

## Карьера тренера

### Шаньдун
После завершения карьеры игрока Инь остался в Шаньдуне, где стал тренером молодёжной команды в 1990 году. Практически сразу его работой заинтересовалась Китайская футбольная ассоциация, которая предложила поработать с молодёжной сборной Китая до 17 лет в 1991 году. Через некоторое время Инь вернулся в Шаньдун, где снова стал тренером молодёжной команды, которую в 1993 году привёл к победе в турнире Национальной молодёжной лиги. Затем получил приглашение в первую команду «Шаньдун Тайшань», с которой в 1995 году выиграл Кубок Китайской футбольной ассоциации. В 1997 году покинул пост главного тренера из-за неудовлетворительных результатов клуба. Однако, остался верен клубу и по окончании сезона 1998 года вернулся для сохранения места в высшем дивизионе. Хотя он не был главным тренером команды, оставался в структуре клуба и занимался административной работой, а команда в 1999 году стала чемпионом Китая.

### Чанчунь Ятай
В 1999 году Инь стал главным тренером клуба второй лиги «Чанчунь Ятай» и до своей отставки руководил командой, которая стала второй в Лиге Цзя-Б и получила повышение в классе по итогам сезона 2001 года. Однако, команда отказалась от повышения после того, как было обнаружено участие ряда игроков и тренеров в сдаче матчей. Инь остался в клубе до окончания сезона 2003 года, когда стал чемпионом Лиги Цзя-Б, а клуб вновь получил повышение в классе.

### Китай (U-20)
В 2004 году Инь возглавил молодёжную сборную Китая до 20 лет, с которой принял участие в турнире АФК, где команда завоевала серебряные медали. Инь получил известность как тактик и за свое умение мотивировать игроков, многие из которых затем стали выступать в первой сборной Китая.

### Циндао Чжуннэн
С 2005 по 2008 год тренировал другую команду из провинции Шаньдун, клуб «Циндао Чжуннэн».

### Китай
Инь в последний момент был назначен исполняющим обязанности главного тренера национальной сборной для игроков не старше 23 лет для участия в мужском Олимпийском турнире 2008 года. За короткий период должен был подготовить молодёжь минимум для трех матчей в группе, в которой кроме Китая были представлены сборные Новой Зеландии, Бельгии и Бразилии. Однако, времени, отведенного ему как тренеру, не хватило для качественной подготовки, сборная заняла третье место в группе, набрав всего одно очко и не прошла в следующий этап.
9 декабря 2008 года стал временным исполняющим обязанности главного тренера национальной команды Китая после того, как  Владимир Петрович не смог с командой выйти на мировое первенство 2010 года. Инь был назначен на два матча отборочного турнира к Кубку Азии 2011 года, а также несколько товарищеских матчей и возглавлял команды в проигранном сборной Сирии и выигранном у Вьетнама матчах.

## Достижения

### В качестве тренера
Шаньдун Тайшань
- Обладатель Кубка КФА: 1995

 Чанчунь Ятай
- Чемпион Лиги Цзя-Б: 2003